# Coucher de soleil à Montmajour
Coucher de soleil à Montmajour est une peinture à l'huile sur toile de 73,3 × 93,3 cm de Vincent van Gogh. Elle a été peinte le 4 juillet 1888 non loin d'Arles près de l'abbaye de Montmajour. Elle représente une chênaie au soleil couchant, avec l'abbaye en arrière-plan.
Le tableau a longtemps été considéré comme n'étant pas de van Gogh, jusqu'à l'annonce en septembre 2013 de son authentification. C’est la première œuvre du peintre découverte depuis 1928.
Propriété d'un collectionneur privé, elle est exposée jusqu'en septembre 2014 au Musée van Gogh d'Amsterdam, qui possède la plus grande collection de ce peintre.

## Histoire
Dans une lettre adressée à son frère Théo, datée du 4 juillet 1888, Vincent Van Gogh décrit cette toile peinte le même jour, quelques semaines avant le début de la série des Tournesols. 

Van Gogh décrit l'abbaye à son frère Théo dans une lettre du 5 juillet 1888 :

« Hier j'étais au soleil couchant dans une bruyère pierreuse où croissent des chênes très petits et tordus, dans le fond une ruine sur la colline et dans le vallon du blé.

C'était romantique, on ne peut davantage, à la Monticelli, le soleil versait des rayons très jaunes sur les buissons et le terrain, absolument une pluie d'or. Et toutes les lignes étaient belles, l'ensemble d'une noblesse charmante.

On n'aurait pas du tout été surpris de voir surgir soudainement des cavaliers et des dames revenant d'une chasse au faucon ou d'entendre la voix d'un vieux troubadour. Les terrains semblaient violets, les lointains bleus. J'en ai rapporté une étude d'ailleurs mais qui reste bien en dessous de ce que j'avais voulu faire. »

Le tableau est vendu en 1901 à un marchand d'art français. Il est acquis sur les conseils de Jens Thiis (en), probablement en 1908, par Christian Nicolai Mustad (en), un industriel norvégien. L'ambassadeur de France en Suède ou Auguste Pellerin (en) lui ayant dit que c'était un faux, l'industriel relègue la peinture dans un grenier. À sa mort, en 1970, sa famille la revend à un collectionneur qui pensait faire l'acquisition d'une toile réalisée par un peintre allemand.
Les experts du musée Van Gogh ont confirmé la paternité de l'œuvre. Le musée a refusé de révéler le nom du propriétaire actuel. La toile a été montrée à la presse le 8 septembre 2013 et a été exposée à partir du 24 septembre, pendant un an, au musée Van Gogh d'Amsterdam.
L'attribution en a été faite au peintre pour des raisons techniques (palette identique aux œuvres contemporaines, toile et sous couche de même type qu'une autre peinture de la même époque), stylistiques et historiques (lettre autographe du peintre évoquant le tableau).